# Gainesville Regional Airport

i7
i11
i13
Der Gainesville Regional Airport (IATA-Code: GNV, ICAO-Code: KGNV) ist der Flughafen der Stadt Gainesville im US-Bundesstaat Florida. Er dient der allgemeinen Luftfahrt und wird von zwei Fluggesellschaften täglich angeflogen. 

## Lage und Verkehrsanbindung
Der Gainesville Regional Airport verfügt über eine eigene Zufahrt zur Florida State Road 24, über die regionalen Straßen wird die Interstate 75 mit dem PKW schnell erreicht.
Der Flughafen wird durch Busse in den öffentlichen Personennahverkehr eingebunden, die Routen 25 und 26 des Gainesville Regional Transit System fahren den Flughafen regelmäßig an.

## Geschichte
Der Bau des Flughafens durch die Works Progress Administration begann 1940 und wurde 1941 abgeschlossen. Er wurde anschließend vom United States Army Air Corps und später von den United States Army Air Forces als Alachua Army Airfield militärisch genutzt. 1948 wurde der Flughafen an die Stadt Gainesville übergeben und als Gainesville Municipal Airport sowie als John R. Alison Airport bezeichnet. Im Jahre 1977 wurde er zum regionalen Flughafen umfunktioniert. Der Name wurde in Gainesville Regional Airport geändert, zwei Jahre später wurde das Passagierterminal nach John R. Alison benannt.

## Flughafenanlagen

### Passagierterminal
Das Passagierterminal verfügt über fünf mit Fluggastbrücken ausgestattete Flugsteige. Die Flugsteige 1 und 2 wurden bei der letzten Erweiterung des Terminals von 2019 bis 2021 errichtet und werden von Delta Air Lines sowie Delta Connection genutzt. Die Flugsteige 3 bis 5 werden von American Eagle genutzt.

## Fluggesellschaften und Ziele
Delta Air Lines verbindet den Gainesville Regional Airport täglich mit Atlanta, saisonal werden auch Flüge nach Atlanta von Delta Connection durchgeführt. American Eagle fliegt täglich Charlotte, Dallas/Fort Worth und Miami direkt an.

## Verkehrszahlen

### Verkehrsreichste Strecken
| Rang | Stadt                     | Passagiere | Fluggesellschaft       |
| ---- | ------------------------- | ---------- | ---------------------- |
| 01   | Atlanta, Georgia          | 147.890    | Delta/Delta Connection |
| 02   | Charlotte, North Carolina | 70.800     | American Eagle         |
| 03   | Dallas/Fort Worth, Texas  | 24.580     | American Eagle         |
| 04   | Miami, Florida            | 18.380     | American Eagle         |